# Дакота (окръг, Минесота)
Вижте пояснителната страница за други значения на Дакота.
Окръг Дакота (на английски: Dakota County) е окръг в щата Минесота, Съединени американски щати. Площта му е 1518 km², а населението - 355 904 души (2000). Административен център е град Хастингс.